# Poiana, Prahova
Poiana este o localitate componentă a orașului Comarnic din județul Prahova, Muntenia, România.